# Celia González de Rovirosa, Macuspana
Celia González de Rovirosa är en ort i Mexiko.   Den ligger i kommunen Macuspana och delstaten Tabasco, i den sydöstra delen av landet, 700 km öster om huvudstaden Mexico City. Celia González de Rovirosa ligger 6 meter över havet och antalet invånare är 170.
Terrängen runt Celia González de Rovirosa är platt. Runt Celia González de Rovirosa är det ganska tätbefolkat, med 56 invånare per kvadratkilometer.  Trakten runt Celia González de Rovirosa består till största delen av jordbruksmark.